# Aeropuerto de Koné
El Aeropuerto de Koné (en francés: Aéroport de Koné) (IATA: KNQ, ICAO: NWWD) es un aeropuerto que sirve a la localidad de Koné, una comuna en la provincia del norte una división administrativa de Nueva Caledonia, un territorio de ultramar (territoire d' outre -mer) de Francia en el océano Pacífico.
Las empresas Air Caledonie Airlines y Air Loyauté Airlines realizan vuelos habituales a la capital regional del territorio la ciudad de Numea (Nouméa).